# Große Burgstraße 28 (Plau am See)

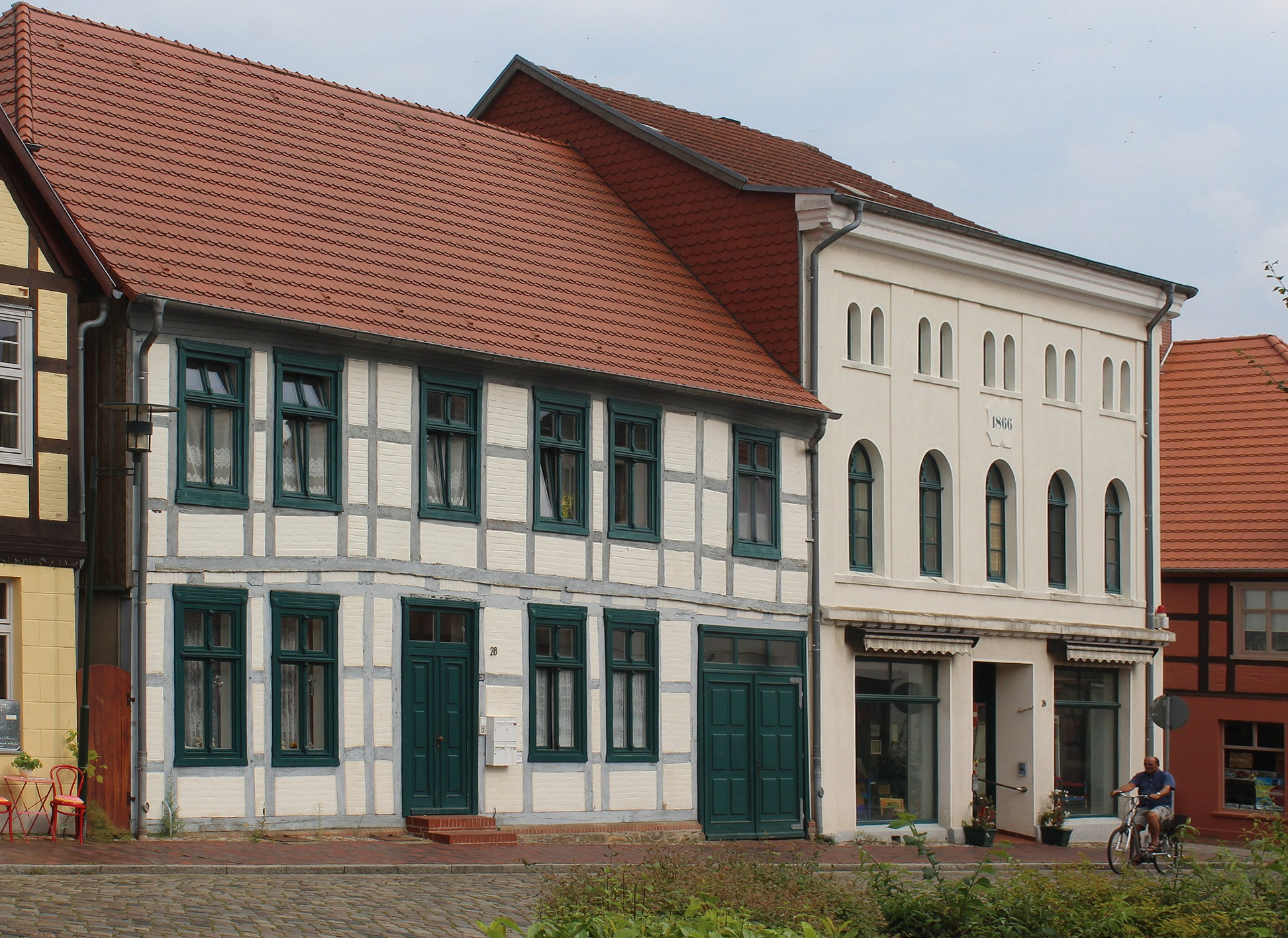
Nr. 28: links; daneben Nr. 26 als Kaufhaus

Das Wohnhaus Große Burgstraße 28 in Plau am See (Mecklenburg-Vorpommern) wurde vermutlich im 18. Jahrhundert gebaut und nach 1991 als eines der ersten Häuser saniert.
Das Gebäude steht unter Denkmalschutz.

## Geschichte
Plau am See ist im 13. Jahrhundert entstanden und wurde 1235 erstmals als Stadt erwähnt. Beim Stadtbrand von 1756 brannten viele Fachwerkhäuser ab.
Das zweigeschossige traufständige weiße Fachwerkgebäude mit Ausfachungen aus Stein und dem Satteldach wurde nach 1756 gebaut.
Das einfache Haus wurde 1992/94 als eines der ersten Häuser im Rahmen der Städtebauförderung saniert. Zunächst erhielt das Dach zur Bausicherung neue Biberschwanzziegel, danach folgte die Sanierung der Fassade u. a. mit neuen Fenstern und der Innenausbau.